# Júlio César Rocha Costa
Júlio César Rocha Costa (født 12. maj 1980) er en tidligere brasiliansk fodboldspiller.